# St. Laurentius (Schwarza)

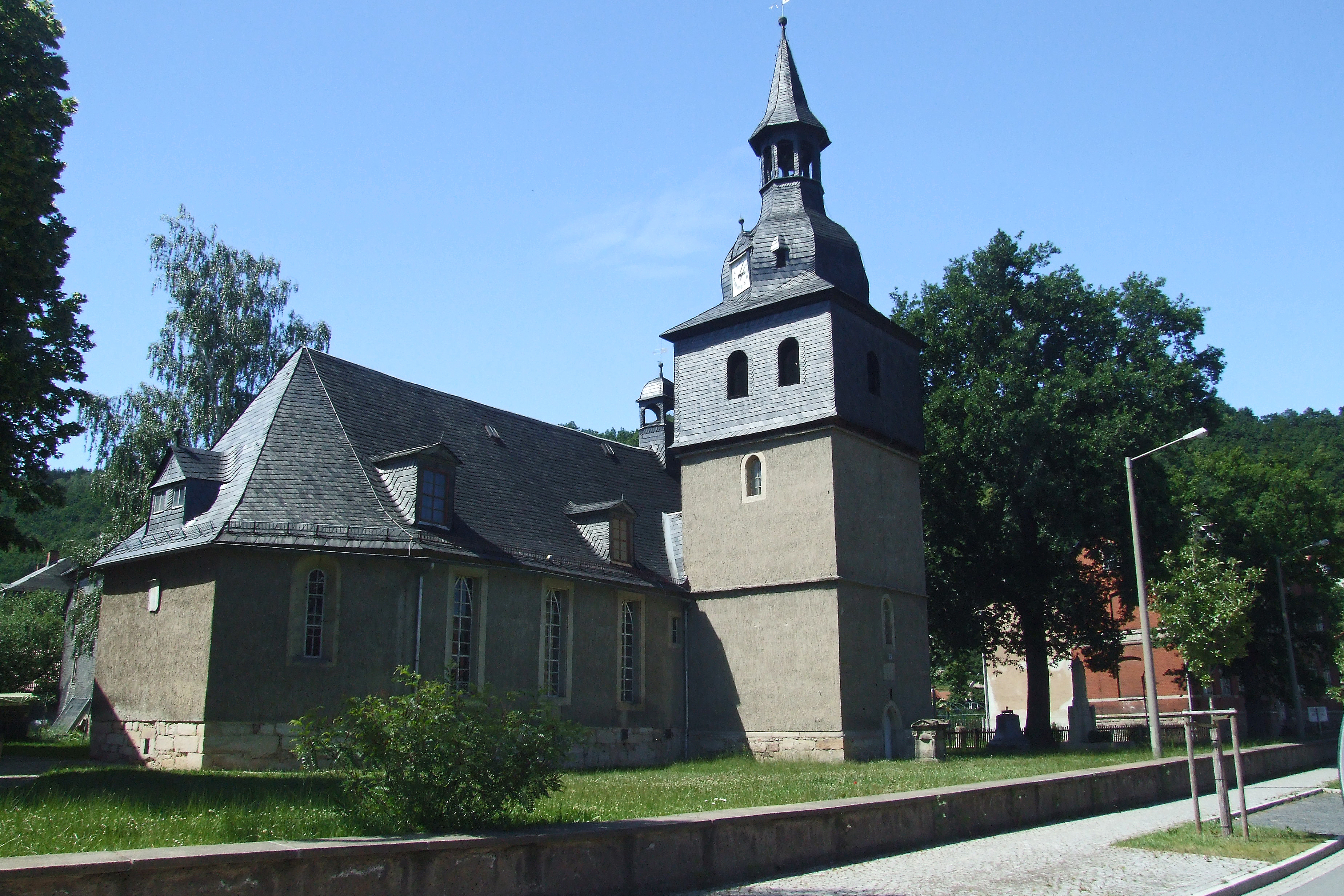
Die Kirche

Die evangelische Kirche St. Laurentius steht im Ortsteil Schwarza der Stadt Rudolstadt im Landkreis Saalfeld-Rudolstadt in Thüringen.

## Geschichte
Diese Kirche ist einst dem heiligen Laurentius geweiht gewesen. Darauf deutet noch der Rost im Ortswappen hin. Am Gasthaus „Goldener Löwe“ befindet sich dieser Stein mit dem Rost (unten) und dem hl. Laurentius (oben) in bedeutender Haltung. Die Kirche wurde 1594 an der Stelle der alten, baufällig gewordenen erbaut. Eine von Grund auf neue Kirche aus Stein wurde gebaut und schon nach einem Monat war sie wieder gerichtet. Die Gemeinde übernahm die Fronarbeiten und sammelte selbst Geld für den Neubau der Kirche. Die Weihe der Kirche nahm Pfarrer Nicolaus Stier am 1. Juni 1594 vor. In einen extra ausgehöhlten Stein unter dem Altar kamen ein Verzeichnis der Spender und Bauherren sowie die Rede, die der Pfarrer zur Weihe der Kirche gehalten hat. Über dem Turmeingang im Osten zeigen zwei Inschriften diese Zahl, dazu die Namen der Baumeister, des Pfarrers und der Kirchenältesten. 1731 wurde die Kanzel über den Altar verlegt und 1739 die neue Orgel darüber eingebaut, so dass das Kircheninnere das heutige Aussehen erhielt. Die Glocken hingen damals in einem Holzgerüst neben der Kirche, das 1669 durch den jetzigen Turm ersetzt wurde. Die Kirche ist ein Beispiel des Schwarzburger Bauernbarock.
Der Kanzelaltar beeindruckt mit Bildern der Reformation und der Einheit von Altar, Kanzel und Orgel.

## Orgel
Die zweimanualige Orgel mit 14 klingenden Stimmen wurde 1974 durch VEB Jehmlich Orgelbau Dresden als Op. 950 erbaut. Das Instrument besitzt mechanische Schleifladen und steht hinter dem bestehenden barocken Prospekt. 
Disposition:
| I Hauptwerk C–g3 |    |
| Rohrflöte        | 8′ |
| Principal        | 4′ |
| Gemshorn         | 4′ |
| Waldflöte        | 4′ |
| Mixtur 3-4fach   |    |

| II Hinterwerk C–g3 |       |
| Gedackt            | 8′    |
| Nachthorn          | 4′    |
| Prinzipal          | 2′    |
| Sesquialter        | 2fach |
| Zimbel             | 2fach |

| Pedal C–f1 |          |
| Subbass    | 16′      |
| Hohlflöte  | 8′       |
| Choralbass | 4′und 2′ |
| Fagott     | 16′      |

- Koppeln: II-I; I-P; II-P[4]

## Glocken
Die drei Glocken im Turm bestehen aus Bronze. Die Tonfolge ist g′ – h′ – d″. Die älteste ist zugleich die kleinste und wurde 1669 durch Christoph Rose aus Volkstedt gegossen. Daneben besitzt die Kirche zwei 2003 gefertigte Glocken der Kunst- und Glockengießerei Lauchhammer. Bis 2003 bestand das Geläut aus der Rose-Glocke und zwei 1925 geschaffenen Eisenglocken von Schilling & Lattermann, von denen eine heute vor der Kirche ausgestellt ist. Der Antrieb aller Glocken ist elektrisch, sie hängen an geraden Holzjochen.

## Besonderheiten

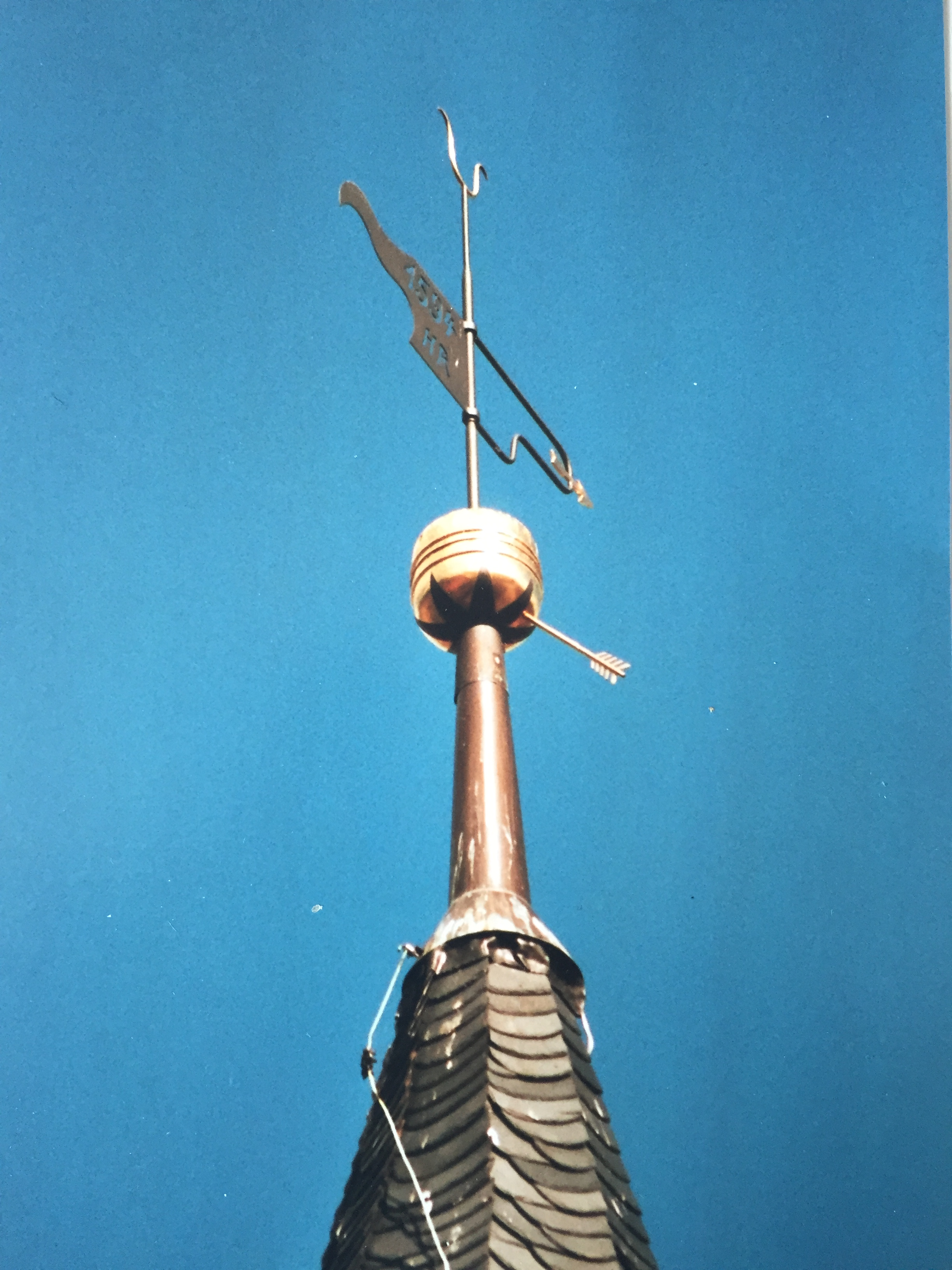
Pfeil in der Turmkugel

Eine äußerlich sichtbare Besonderheit der Kirche besteht darin, dass sie nicht geostet ist. Der Altar befindet sich im Westteil der Kirche, was auf eine Ausrichtung auf das Kloster Paulinzella hindeuten könnte. Dieses Kloster hatte über lange Jahre eine immense Bedeutung für die Schwarzaer Gemeinde.
In der Turmkugel steckt ein baschkirischer Pfeil. Am 14. April 1814 wurden baschkirische Krieger vom Prinzen Karl Günther in Schwarza eingeladen. Karl Günther bezweifelte die Leistungsfähigkeit des baschkirischen Bogens und bat die Baschkiren mit ihrem Pfeil den Kirchturm zu treffen. Sie trauten sich nicht, aber der Pfarrer erlaubte es ihnen. Von 100 Metern traf ein baschkirischer Bogenschütze den Kirchturm. So blieb der baschkirische Pfeil bis jetzt im Kirchturm.

### Galerie

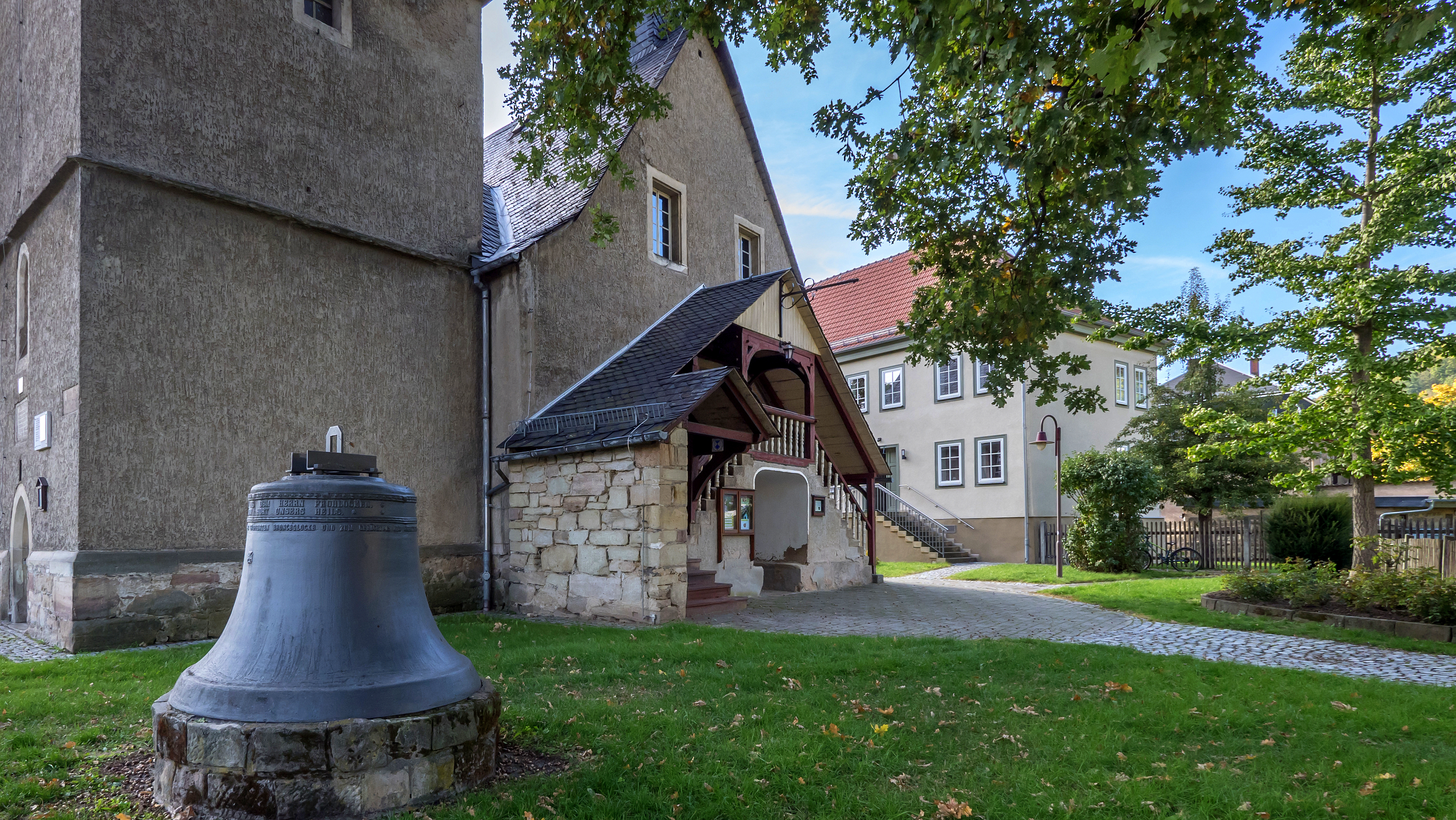
Nordseite mit Eisenhartgussglocke 1925 - 2003
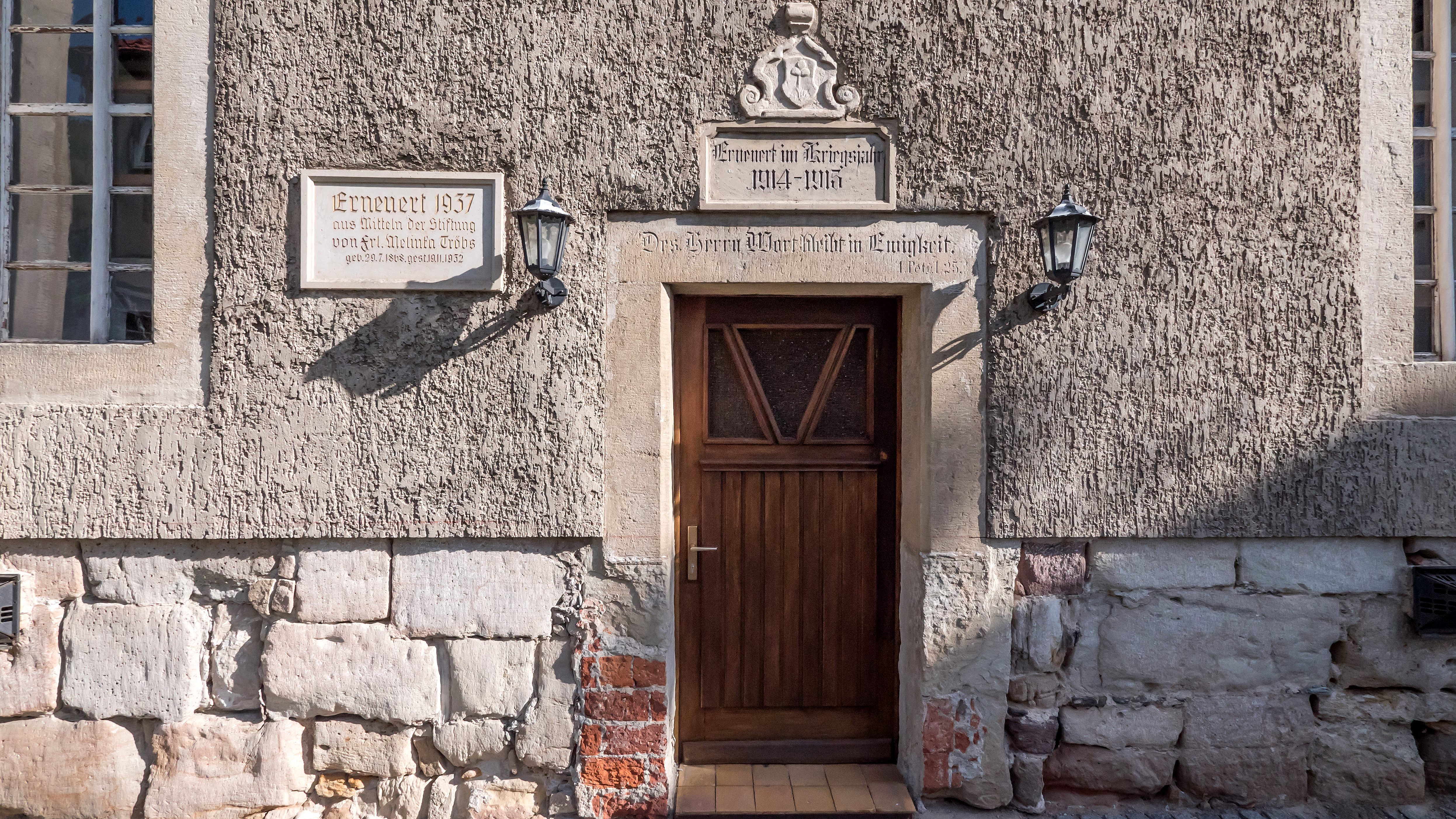
Westeingang mit Inschriften
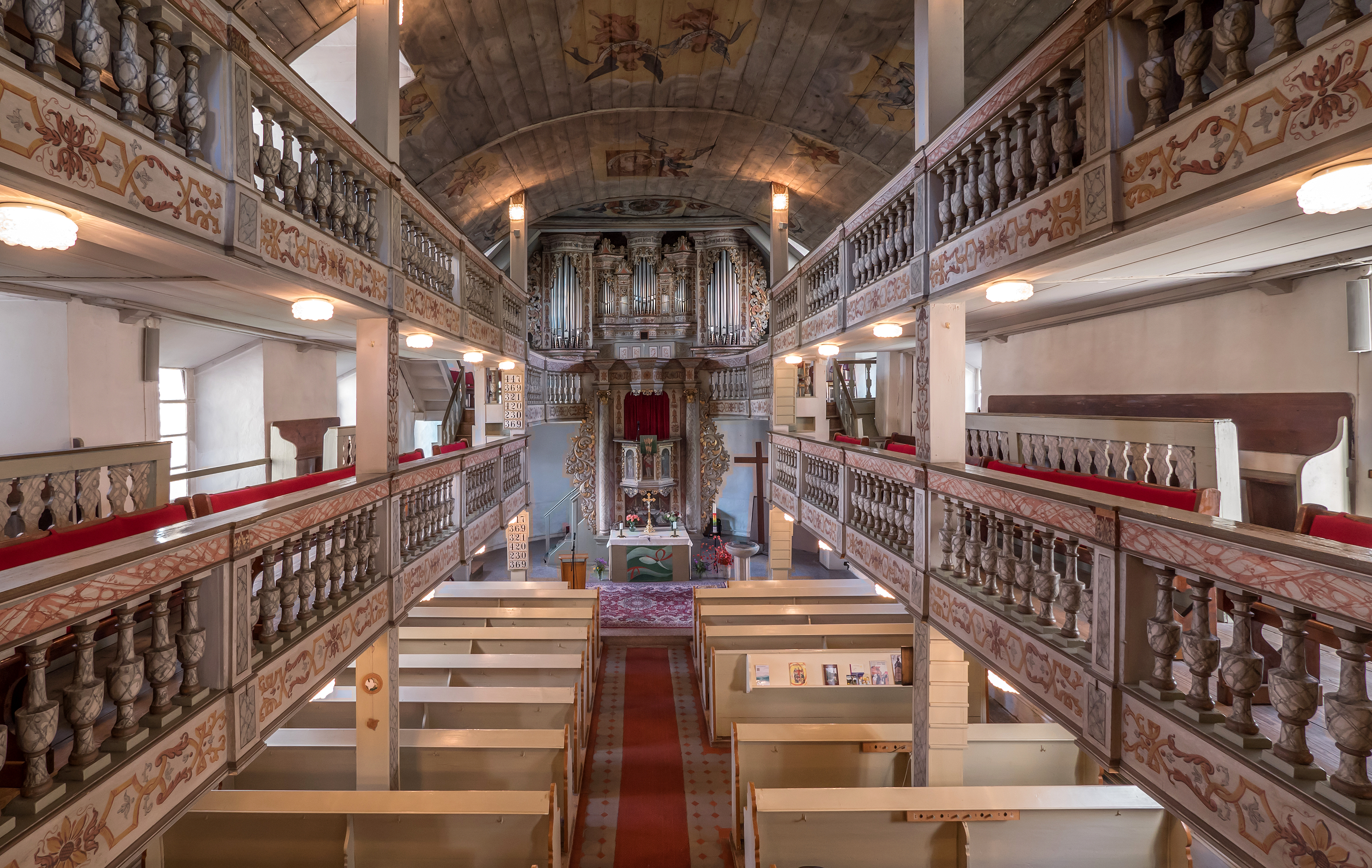
Langhaus
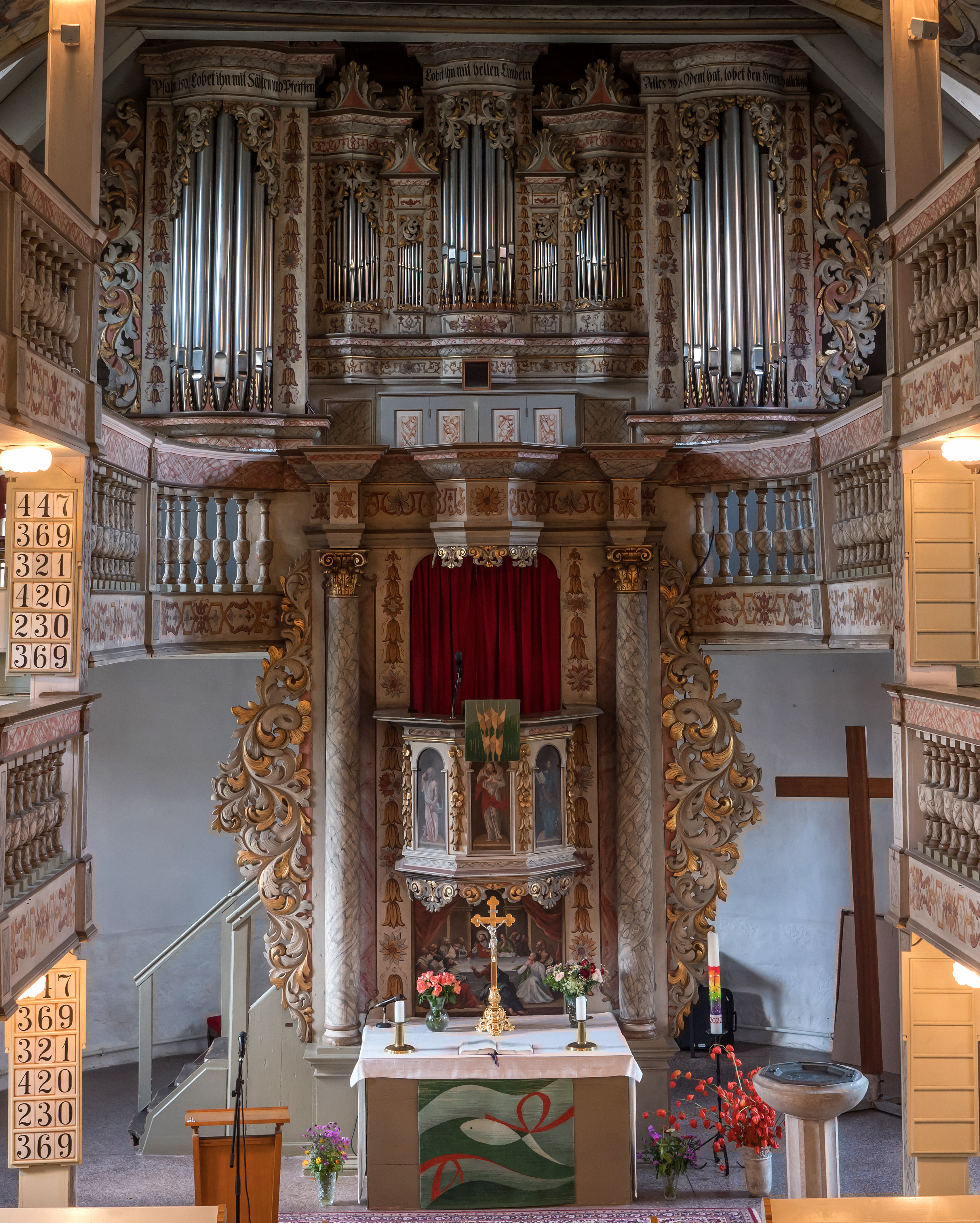
Altar, Kanzel und Orgel
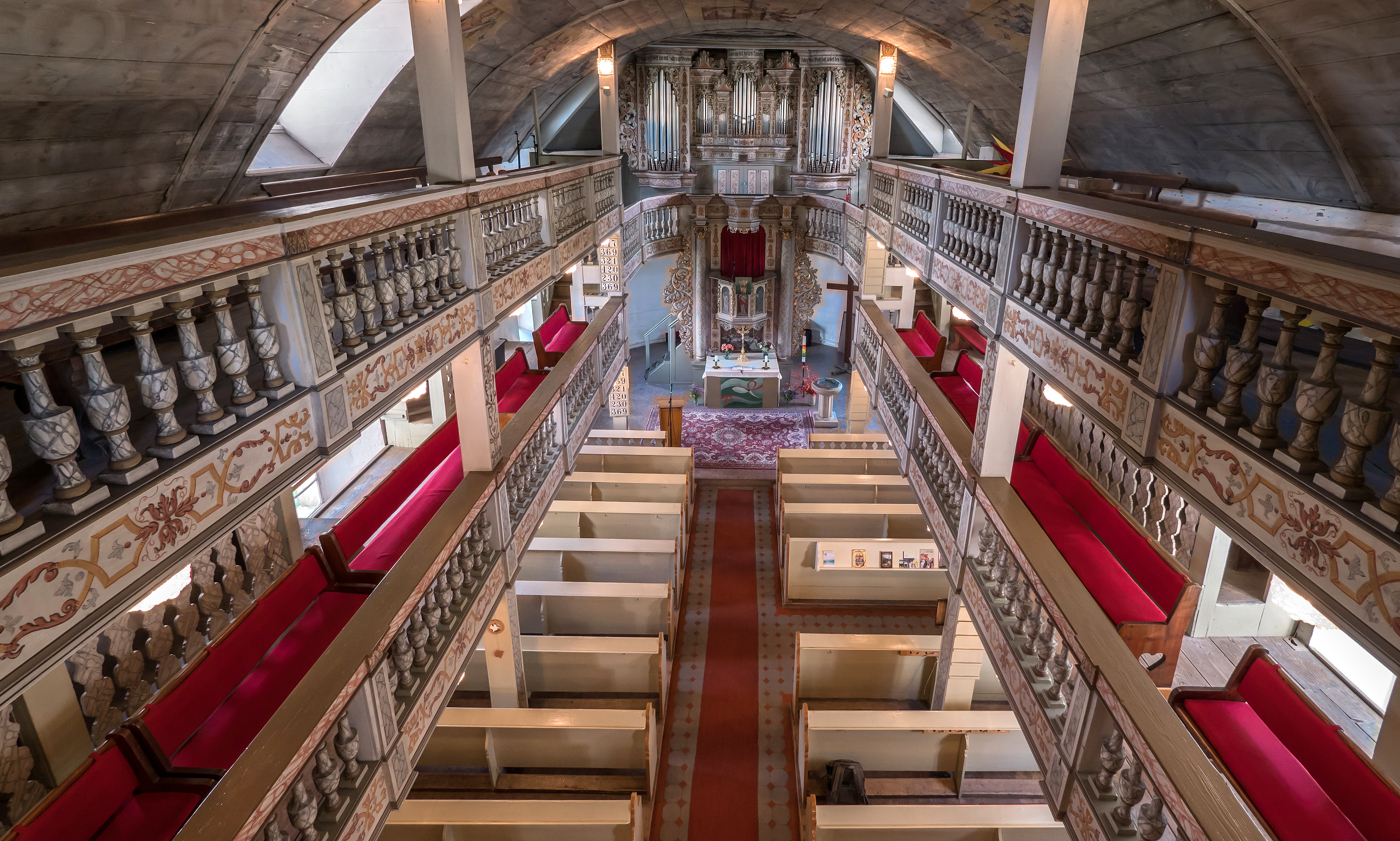
Emporen
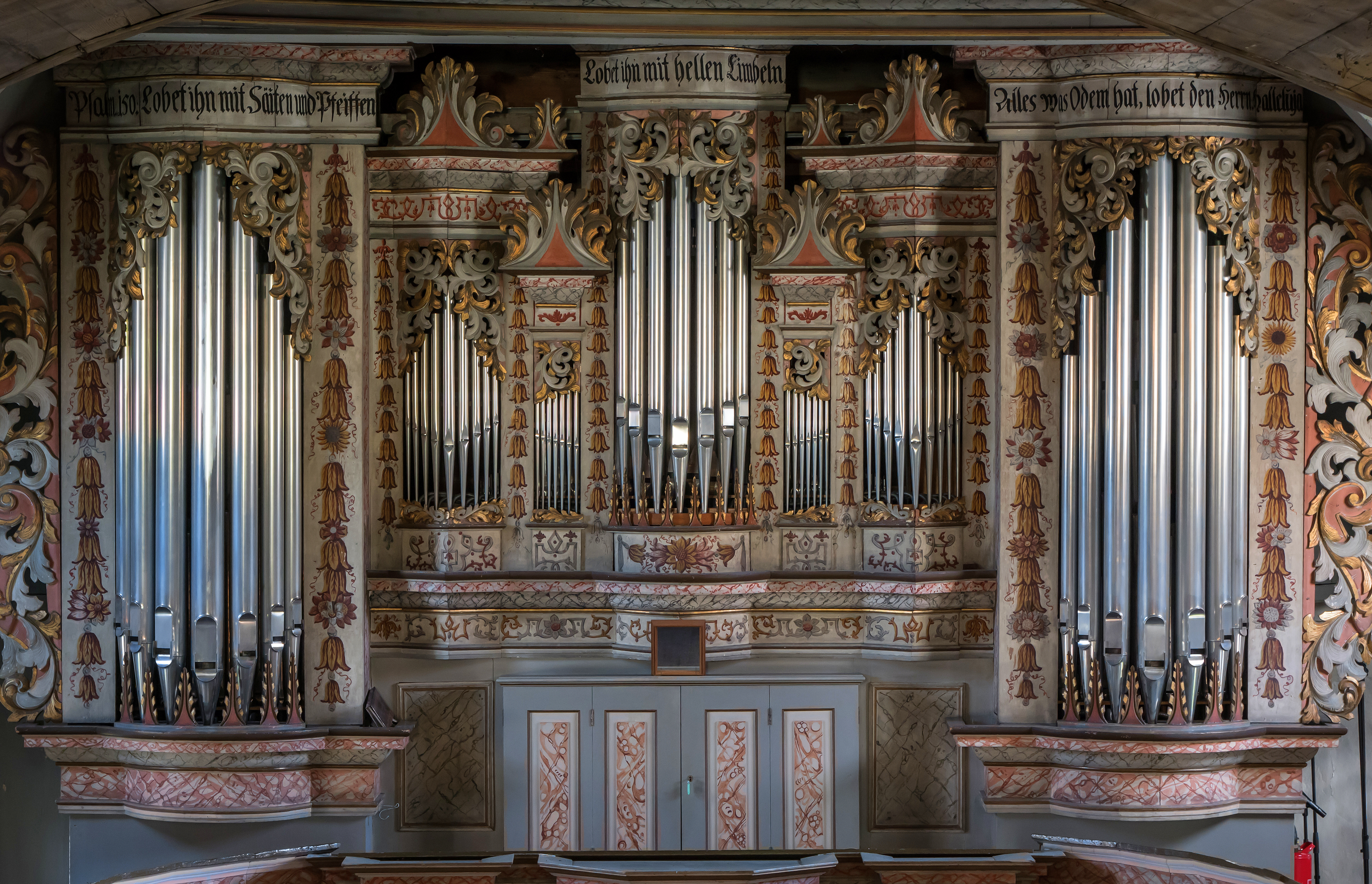
Jehmlich-Orgel
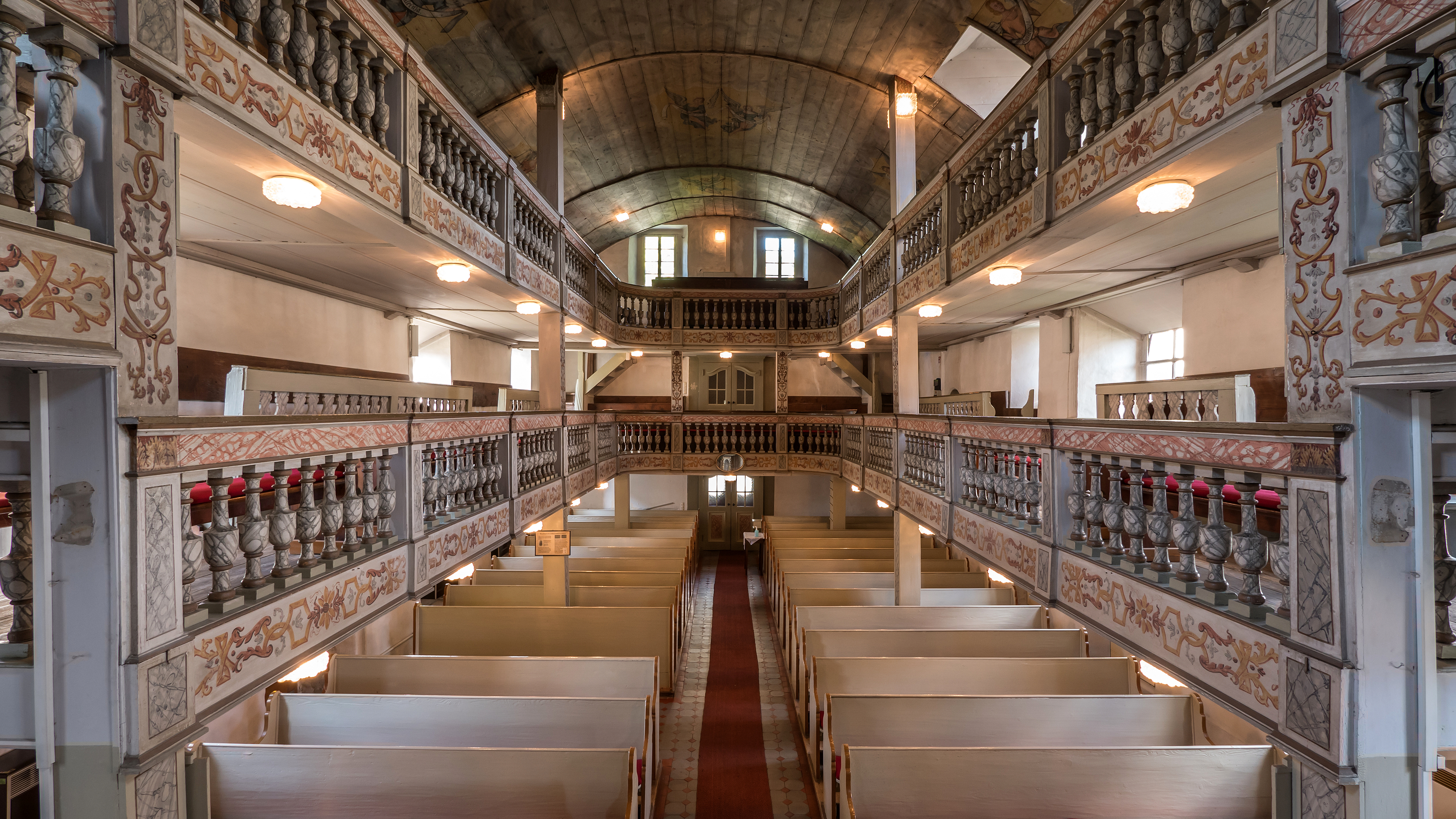
Blick von der Kanzel
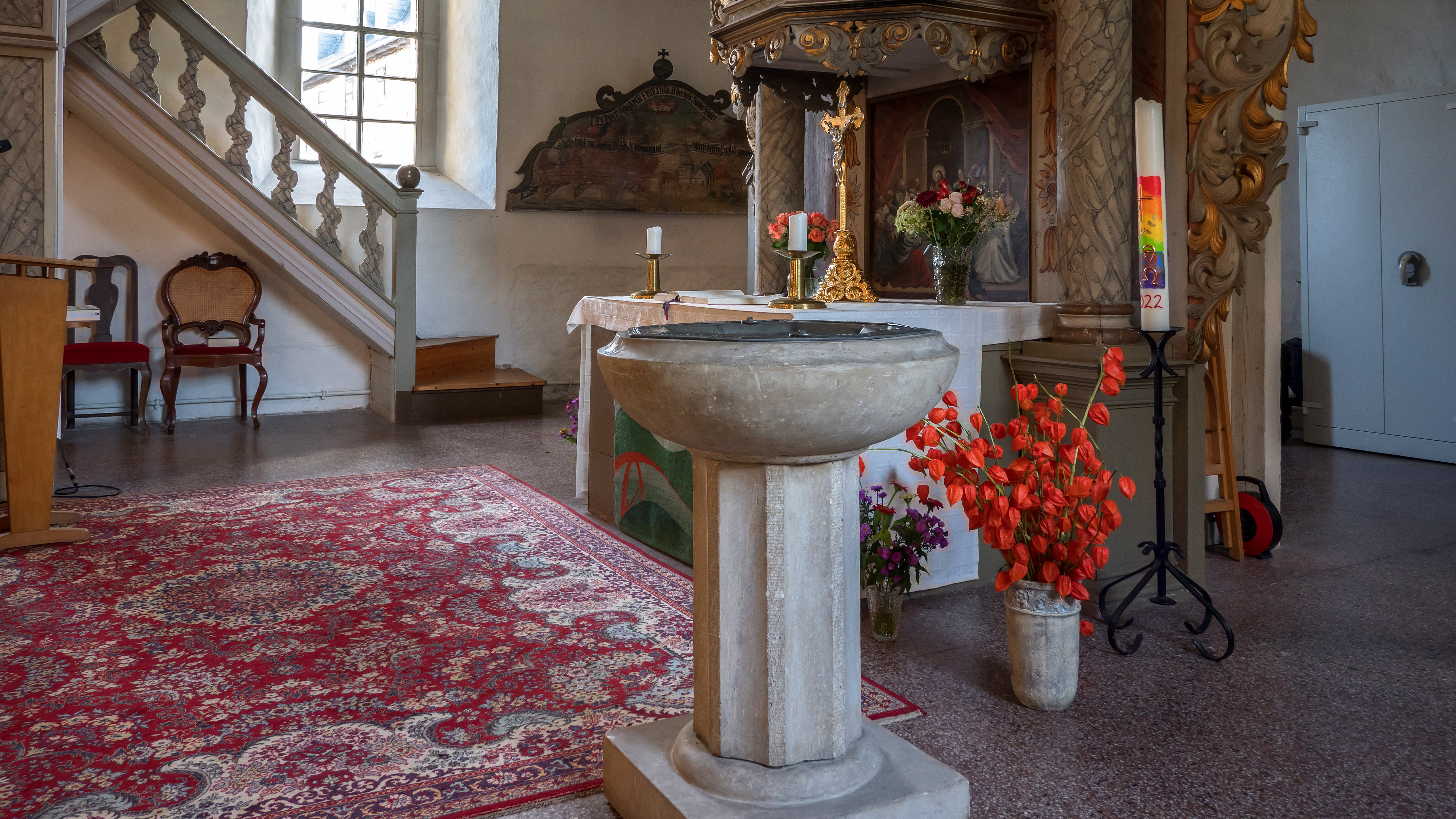
Taufbecken und Altar